# Cuyahoga
de Cuyahoga (River) is een 137 km lange rivier die door de Amerikaanse staat Ohio stroomt. De naam van de rivier betekent in het Mohawk Crooked River (kronkelende rivier).
De rivier vindt zijn oorsprong door de samenvloeiing van de East Branch Cuyahoga River en West Branch Cuyahoga River in Geauga County. Van daaruit stroomt hij naar het zuiden door Cuyahoga Falls, waar hij een scherpe bocht naar het noorden maakt om vervolgens door Cuyahoga Valley National Park, Independence, Valley View, Cuyahoga Heights, Newburgh Heights en Cleveland te stromen, waar hij uitmondt in het Eriemeer.

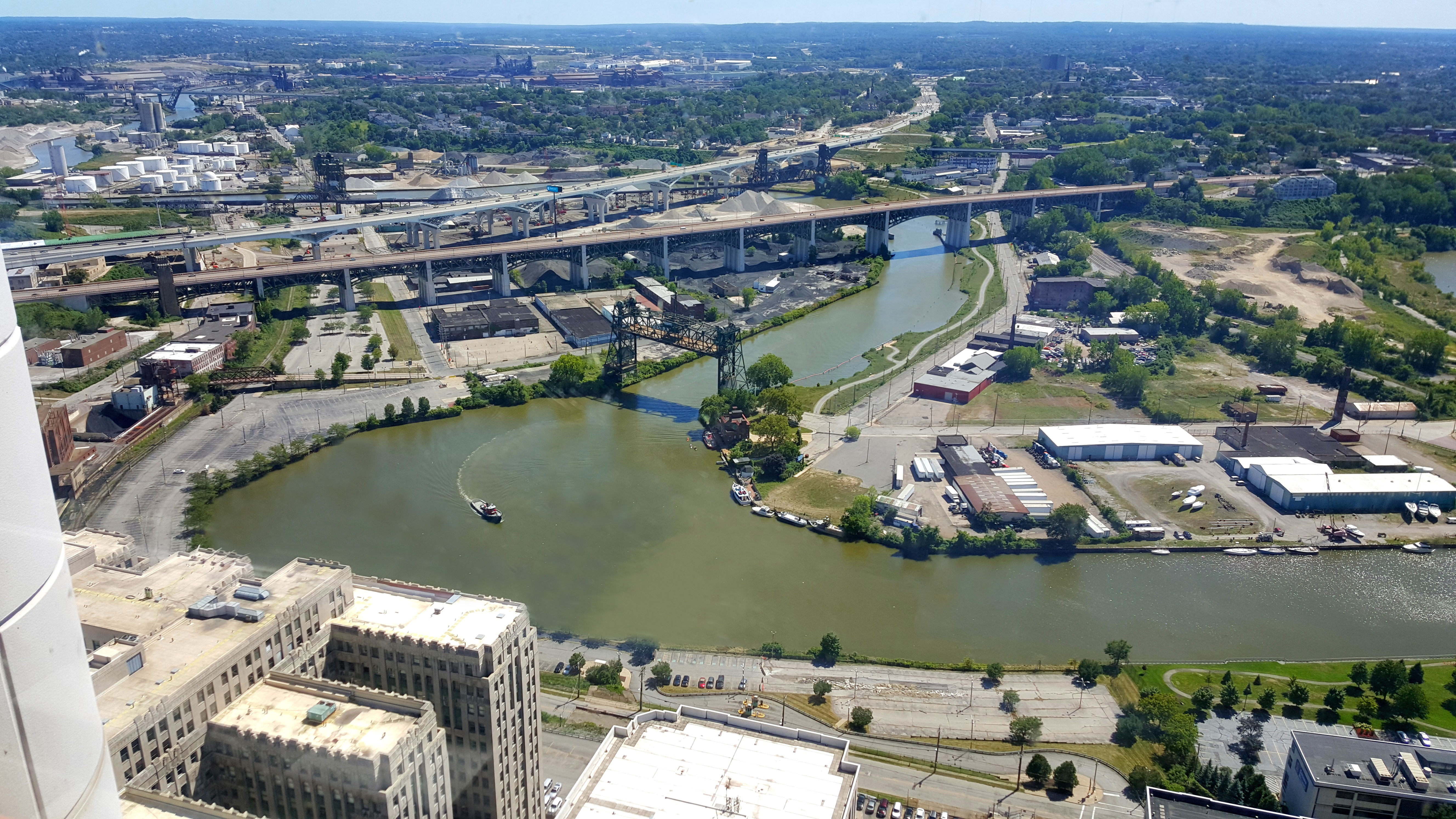
Cuyahoga River in Cleveland.

- Library of Congress Control Number: sh86000328
- Nationale Bibliotheek van Israël: 987007536518405171
- Virtual International Authority File: 315526808